# タイプ・オー・ネガティヴ

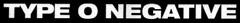
バンド ロゴ

タイプ・オー・ネガティヴ（Type O Negative）は、アメリカ合衆国出身のヘヴィメタル・バンド。
米ゴシックメタルの代表的グループとして知られる。2010年 中心メンバーの死去により、約20年の活動で幕を閉じた。

## 特徴

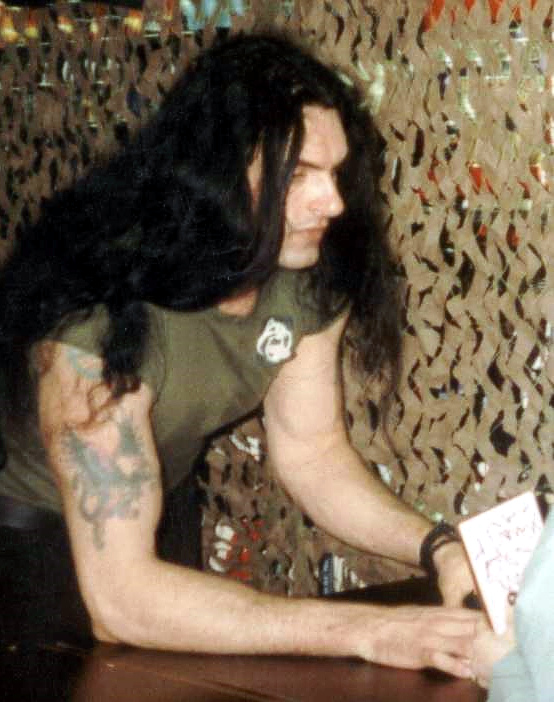
若き日のピーター・スティール (1991年)

一般的にはゴシックメタルに分類されることが多いが、ゴシックやドゥームメタル、あるいはスラッシュメタルやハードコア、またプログレッシブ・ロック的なアプローチと、その音楽は多様な側面を持つ。もっとも音楽的影響を受けた存在として、メンバーはビートルズとブラック・サバスを挙げている。

## メンバー

### 最終ラインナップ
- ピーター・スティール Peter Steele - ボーカル/ベース (1989-2010) / 1962年1月4日生まれ
2010年4月14日、心不全により死去[4]。
- ケニー・ヒッキー Kenny Hickey - ギター (1989-2010) / 1966年5月22日生まれ
- ジョシュ・シルヴァー Josh Silver - キーボード (1989-2010) / 1962年11月14日生まれ
- ジョニー・ケリー Johnny Kelly - ドラムス (1994-2010) / 1968年3月9日生まれ

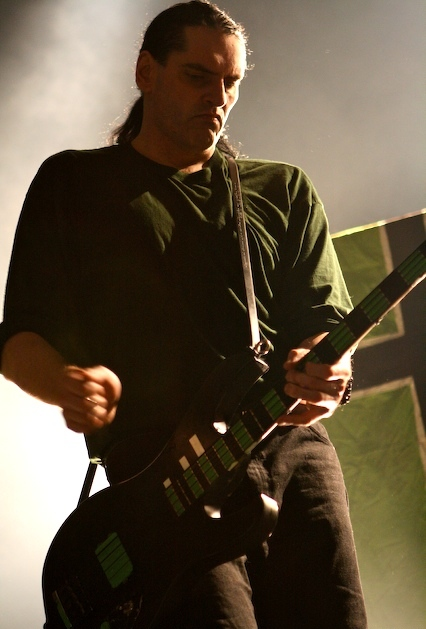
ピーター・スティール(Vo/B) 2007年
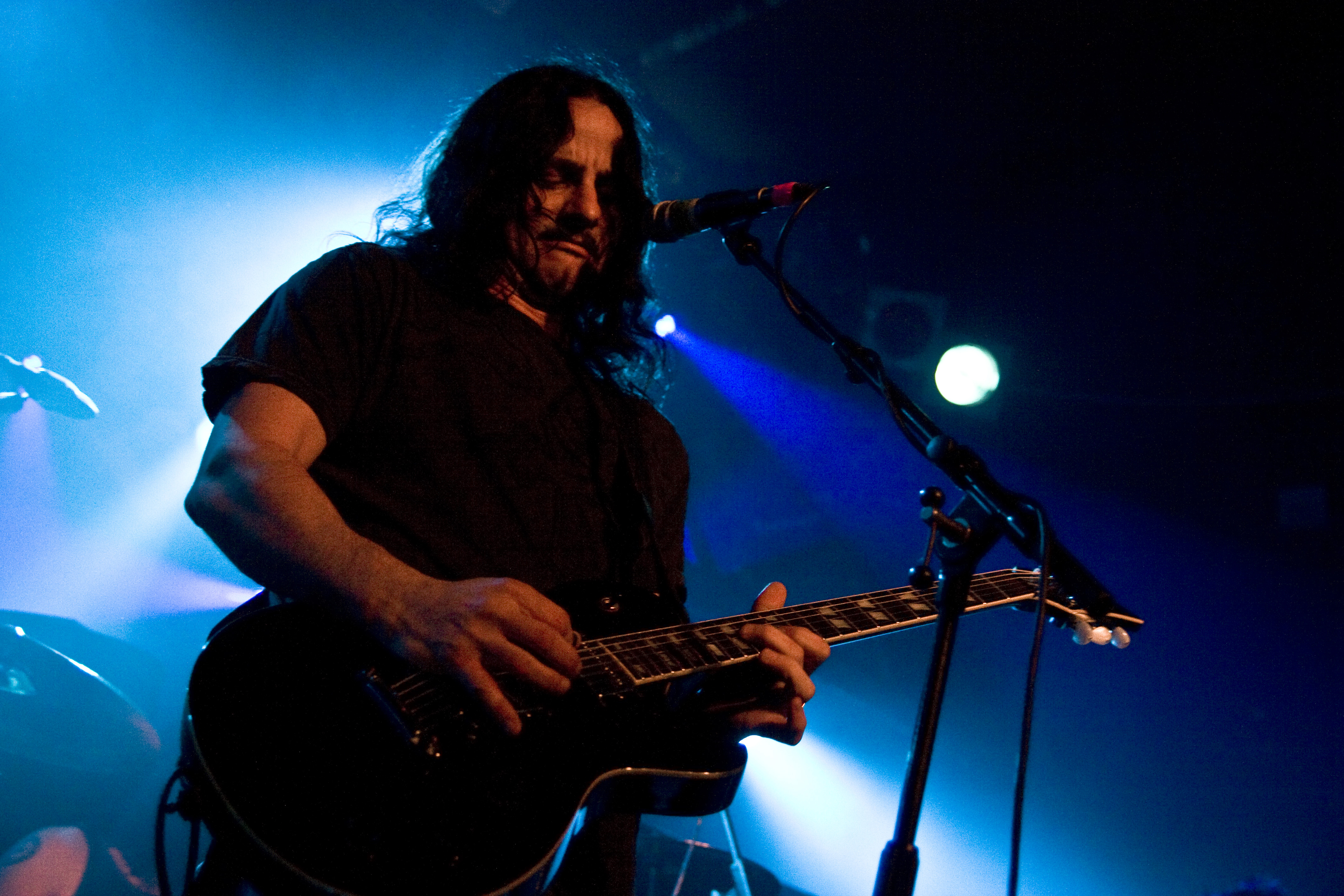
ケニー・ヒッキー(G) 2010年
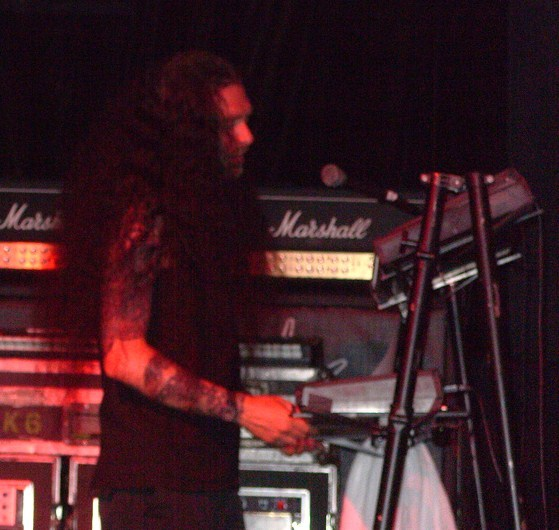
ジョシュ・シルヴァー(Key) 2008年
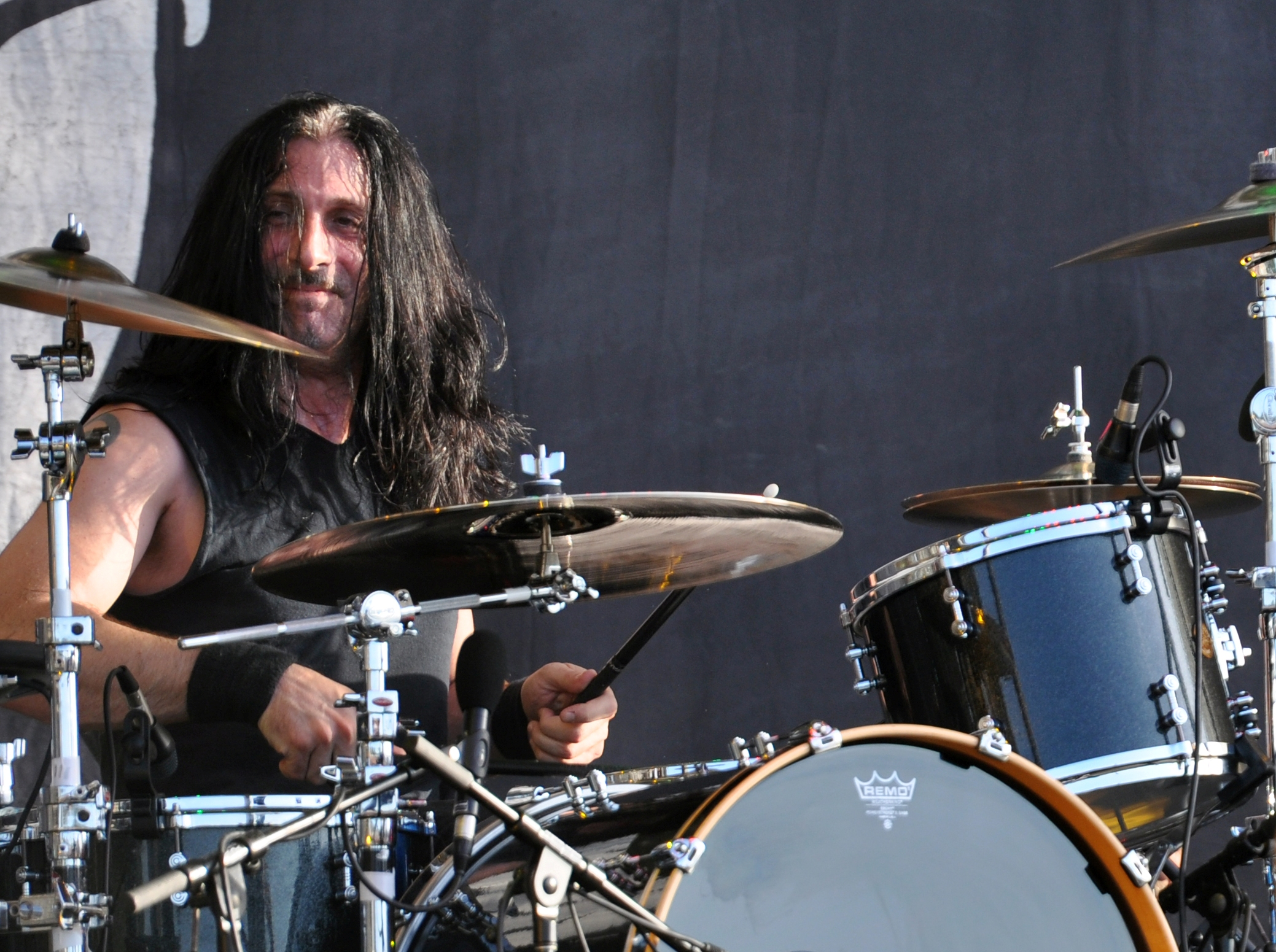
ジョニー・ケリー(Ds) 2013年

### 旧メンバー
- サル・アブラスカート Sal Abruscato - ドラムス (1989-1994) / 1970年7月18日生まれ
「ライフ・オブ・アゴニー」に移籍。

## ディスコグラフィー

### アルバム
オリジナル・アルバム
- 1991年: Slow, Deep And Hard
- 1992年: Origin Of The Feces
- 1993年: Bloody Kisses - ブラッディ・キッシズ
- 1996年: October Rust - オクトーバー・ラスト
- 1999年: World Coming Down - ワールド・カミング・ダウン
- 2003年: Life Is Killing Me - ライフ・イズ・キリング・ミー
- 2007年: Dead Again - デッド・アゲイン

コンピレーション
- 2000年: The Least Worst Of - ザ・リースト・ワースト・オヴ
- 2006年: The Best Of Type O Negative - ザ・ベスト・オヴ・タイプ・オー・ネガティヴ

### 映像作品
- 1998年: After Dark - アフター・ダーク
- 2006年: Symphony For The Devil